# Constituția Luxemburgului
Constituția reprezintă legea supremă în Marele Ducat de Luxemburg. Actuala Constituție a fost adoptată la data de 17 octombrie 1868.

## Elaborarea Constituției
Constituția din anul 1868 este de fapt un plan de amendamente adus precedentelor constituții, după cum ar fi:
1. 12 octombrie 1841
2. 1 ianuarie 1842
3. 20 martie 1848
4. 27 noiembrie 1856

## Amendamente asupra actualei Constituții
1. 15 mai 1919 - suveranitatea națiunii a fost transferată de la monarh către popor, garantându-se transparența tratatelor față de cetățeni.
2. 28 aprilie 1948 - Marele Ducat a fost reliefat ca fiind: liber, independent și indivizibil. La aceași dată a fost reintărită ideea neutralității statului.
3. 15 mai 1948
4. 21 mai 1948
5. 27 iulie 1956
6. 25 octombrie 1956
7. 27 ianuarie 1972
8. 13 iunie 1979
9. 25 noiembrie 1983
10. 20 decembrie 1988
11. 31 martie 1989
12. 20 aprilie 1989
13. 13 iunie 1989
14. 16 iunie 1989
15. 19 iunie 1989
16. 23 decembrie 1994
17. 12 iulie 1996
18. 12 ianuarie 1998
19. 29 aprilie 1999
20. 2 iunie 1999
21. 8 august 2000
22. 18 februarie 2003
23. 19 decembrie 2003
24. 26 mai 2004
25. 19 noiembrie 2004

## Pasaje din Constituție
Articolul 3 din Constituție – Coroana Marelui Ducat este ereditară în familia de Nassau, în conformitate cu pactul de la 30 iunie 1783 și al articolului 71 din Tratatul de la Viena din data de 9 iunie 1815.
În alineatul 2, al Articolului 8 din Constituție, cetățenii statului au următorul jurămînt “Jur fidelitate față de Marele Duce. Jur să mă conformez Constituției și legilor țării”
Constituția reprezintă legea supremă în Marele Ducat de Luxemburg.

## Sumarul Constituției
- Capitolul I.– Statul, teritoriul și Marele Duce
- Capitolul II.– Libertatea publică și drepturile fundamentale
- Capitolul III.- Puterea suverană
- Capitolul IV.– Camera Deputaților
- Capitolul V.– Guvernul Marelui Ducat
- Capitolul Vbis.– Consiliul de Stat
- Capitolul VI.– Justiția
- Capitolul VII.– Forța publică – cuvântul poporului
- Capitolul VIII.– Finanțele
- Capitolul IX. - Comunele - entități locale
- Capitolul X.– Patrimoniul Statului – clădirile publice
- Capitolul XI.– Dispoziții generale
- Capitolul XII.– Dispoziții tranzitorii și suplimentare